# 헤이리 마을
헤이리 마을은 대한민국 경기도 파주시 탄현면 통일동산지구에 있는 예술인들의 거주 공간 및 문화 공간이다. 공식 명칭은 '헤이리 예술마을'이다.
1997년에 현재의 형태를 갖추기 시작하였으며, '헤이리'라는 마을 이름은 파주 지역에 전해져오는 전래 농요인 '헤이리 소리'에서 따왔다. 15만평의 공간에 작가, 미술인, 영화인, 건축가, 음악가 등 370여 명의 예술인들이 회원으로 참여해, 살림집을 비롯해서 작업실, 미술관, 박물관, 갤러리 등 문화 예술 공간을 지어나가고 있다.

## 건물
인물미술관93뮤지엄, 한향림갤러리, 식물감각갤러리, MOA갤러리와 카페MOA, 북하우스와 프렌치이탈리안레스토랑 포레스타, 북카페 반디, 세계민속악기박물관, 음악감상실 카메라타, 딸기가좋아&쌈지미술창고, 영화자료박물관 씨네팰리스 등이 개관하였다.
인물미술관93뮤지엄:600평 규모의 대한민국 최초의 인물 미술관이다.

## 교통
자유로의 성동 나들목(지방도 제360호선과 분기)과 자동차로 5분 거리이다.